# Magyar Királyi Kamara
A Magyar Kamara (Camera Hungarica) a gazdasági-pénzügyi igazgatás országos kormányzati szerve volt a 16. századtól. Pozsonyban székelt, a pénzügyekért felelt. A gyakorlatban a bécsi Udvari Kamarának (Hofkammer) volt alárendelve. 
Kassán a Szepesi Kamara székelt, amely csak a Rákóczi-szabadságharc után került a Magyar Királyi Kamara fennhatósága alá. 
II. József 1784-ben a Királyi Kamarát is Budára helyezte át, és később egyesítette a Helytartótanáccsal, ezzel egyidejűleg a kamarai adminisztrációk szervezetét átalakította, egységesítette. 
Erdélyben a fejedelmi javak és jövedelmek igazgatásának országos hatósága a Kincstartóság (Thesaurariatus) volt, amelyet II. József ugyancsak egyesített a Guberniummal.

## Kamaraelnökök[1]
| név                               | hivatal kezdete | hivatal vége | megjegyzés                 |
| --------------------------------- | --------------- | ------------ | -------------------------- |
| Gerendi Miklós                    | 1527            | 1529         |                            |
| Pemflinger István                 | 1531            | 1536         |                            |
| Pereghi Albert pécsi prépost      | 1537            | 1546         |                            |
| Pétervárady Balázs jászói prépost | 1547            | 1549         |                            |
| Thurzó Ferenc                     | 1549            | 1556         |                            |
| Dessewffy János udvarmester       | 1557            | 1561         |                            |
| Ujlaky János váci püspök          | 1561            | 1568         |                            |
| Radéczy István                    | 1568            | 1586         |                            |
| Fejérkövy István                  | 1587            | 1596         |                            |
| Szuhay István                     | 1596            | 1608         |                            |
| Vizkelethy Tamás                  | 1609            | 1611         |                            |
| Hethesi Pethe László              | 1612            | 1617         |                            |
| Véglai Horváth Gáspár             | 1619            | 1624         |                            |
| Pálffy Pál                        | 1625            | 1646         |                            |
| Lippay Gáspár                     | 1646            | 1652         |                            |
| Rakoviczky György                 | 1653            | 1654         | senior consiliarius        |
| Majthényi Mihály                  | 1655            |              |                            |
| Zichy István (tárnokmester)       | 1655            | 1671         |                            |
| Kollonich Lipót                   | 1671            | 1684         |                            |
| Erdődy Kristóf Antal              | 1684            | 1704         |                            |
| Volkra Ottó Kristóf               | 1705            | 1709         | alelnök, m.b. elnök        |
| Erdődy Sándor                     | 1710            | 1718         |                            |
| Thavonath Lajos                   | 1718            | 1720         | királyi biztos, m.b. elnök |
| Viechter János Ignác              | 1720            |              | királyi biztos, m.b. elnök |
| Erdődy György Lipót               | 1720            | 1748         |                            |
| Grassalkovich Antal               | 1748            | 1771         |                            |
| Erdődy Nepomuk János              | 1772            | 1782         |                            |
| Fekete György                     | 1782            | 1782         |                            |
| Niczky Kristóf                    | 1782            | 1783         |                            |
| Balassa Ferenc                    | 1783            | 1785         |                            |
| Jankovich Antal                   | 1785            | 1786         |                            |
| Zichy Károly                      | 1786            | 1788         |                            |
| Ürményi József                    | 1788            | 1789         |                            |
| Szécsen Sándor                    | 1789            | 1808         |                            |
| Semsey András                     | 1808            | 1814         |                            |
| Majláth József                    | 1814            | 1825         |                            |
| Zichy Károly                      | 1825            | 1834         |                            |
| Keglevich Gábor                   | 1836            | 1842         |                            |
| Mednyánszky Alajos                | 1842            | 1844         |                            |
| Szécsen Miklós                    | 1844            | 1847         |                            |